# Porricondyla vernalis
Porricondyla vernalis är en tvåvingeart som beskrevs av Ephraim Porter Felt 1912. Porricondyla vernalis ingår i släktet Porricondyla och familjen gallmyggor.
Artens utbredningsområde är Pennsylvania. Inga underarter finns listade i Catalogue of Life.